# Hidroavión

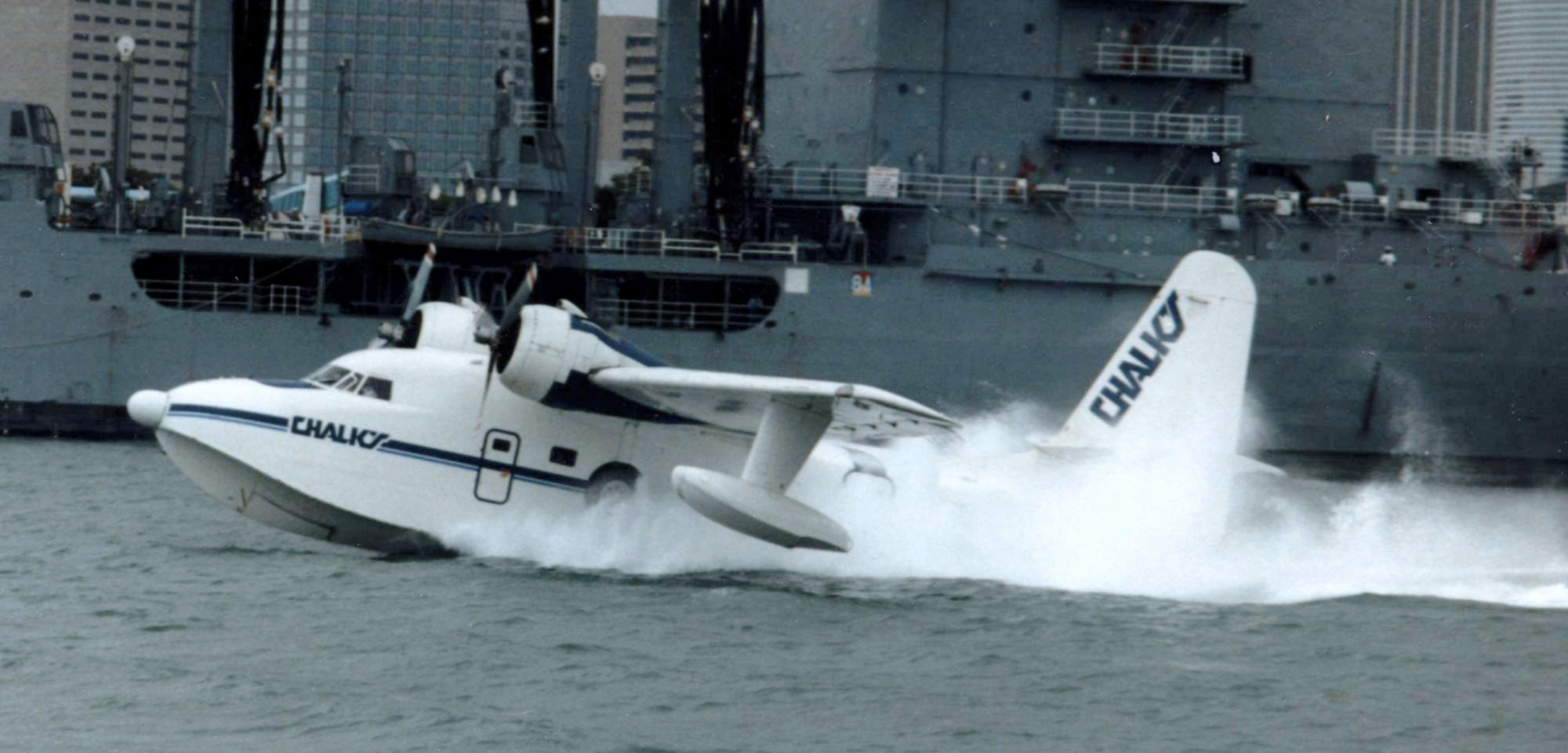
Amerizaje de un hidroavión Grumman G-111 Albatross.

Un hidroavión es un avión capaz de despegar y amerizar en una superficie de agua. Los hidroaviones que también pueden despegar y aterrizar en aeródromos se llaman aviones anfibios. Los hidroaviones se suelen dividir en dos categorías basadas en sus características técnicas: hidroaviones de flotadores e hidrocanoas.

## Tipos
Hay varios tipos de hidroaviones: los que tienen flotadores en lugar de ruedas y aquellos en los que el fuselaje hace el papel de casco.
- Los primeros son conocidos como hidroaviones de flotadores o hidroflotadores, ya que utilizan unos flotadores en lugar de un tren de aterrizaje convencional y no llegan a tocar el agua con el fuselaje. Suelen ser conversiones de modelos convencionales. Normalmente llevan dos flotadores, aunque algunos hidroaviones de este tipo de la Segunda Guerra Mundial, como es el caso del Mitsubishi F1M o del Vought OS2U Kingfisher llevaban un gran flotador bajo el fuselaje y dos flotadores pequeños bajo las alas.
- Los segundos son conocidos como hidroaviones de canoa o hidrocanoas. La flotabilidad es proporcionada por el fuselaje, que tiene forma de casco de barco y unos flotadores más pequeños en las alas que les proporcionan estabilidad.

Si bien los términos hidrocanoa e hidroflotador son más específicos, ambos tipos son más comúnmente conocidos como hidroavión, término que engloba a los anteriores.
Un avión anfibio puede despegar y aterrizar tanto desde el agua como desde pistas convencionales, mientras que un hidroavión puro solamente lo puede hacer desde el agua. Hay aviones anfibios de los dos tipos anteriores, así como diseños híbridos (p. ej. hidroaviones con flotadores retráctiles). Sin embargo, la mayoría de los hidroaviones que se construyen en la actualidad son anfibios y de diseño tradicional.

## Empleo de los hidroaviones

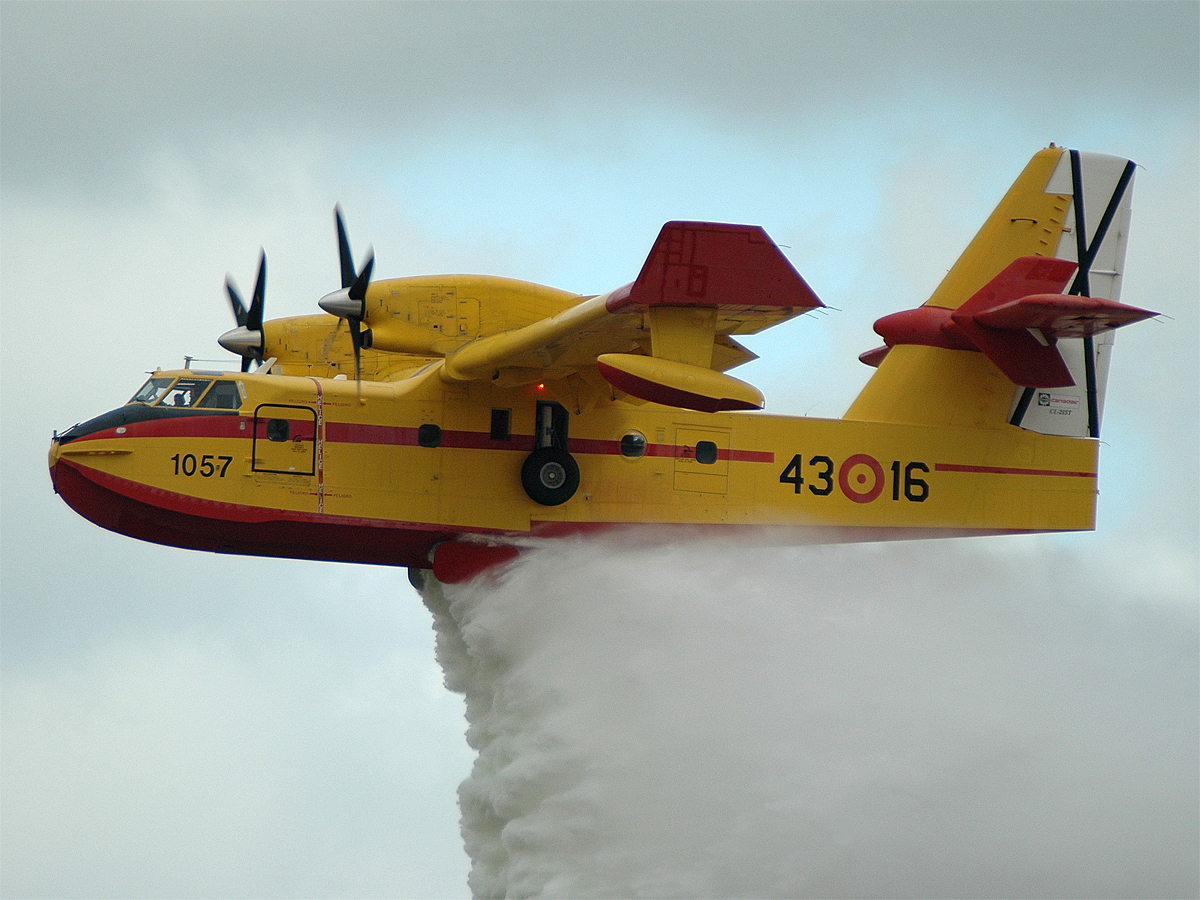
Avión anfibio Canadair CL-215 empleado en la lucha contra incendios.

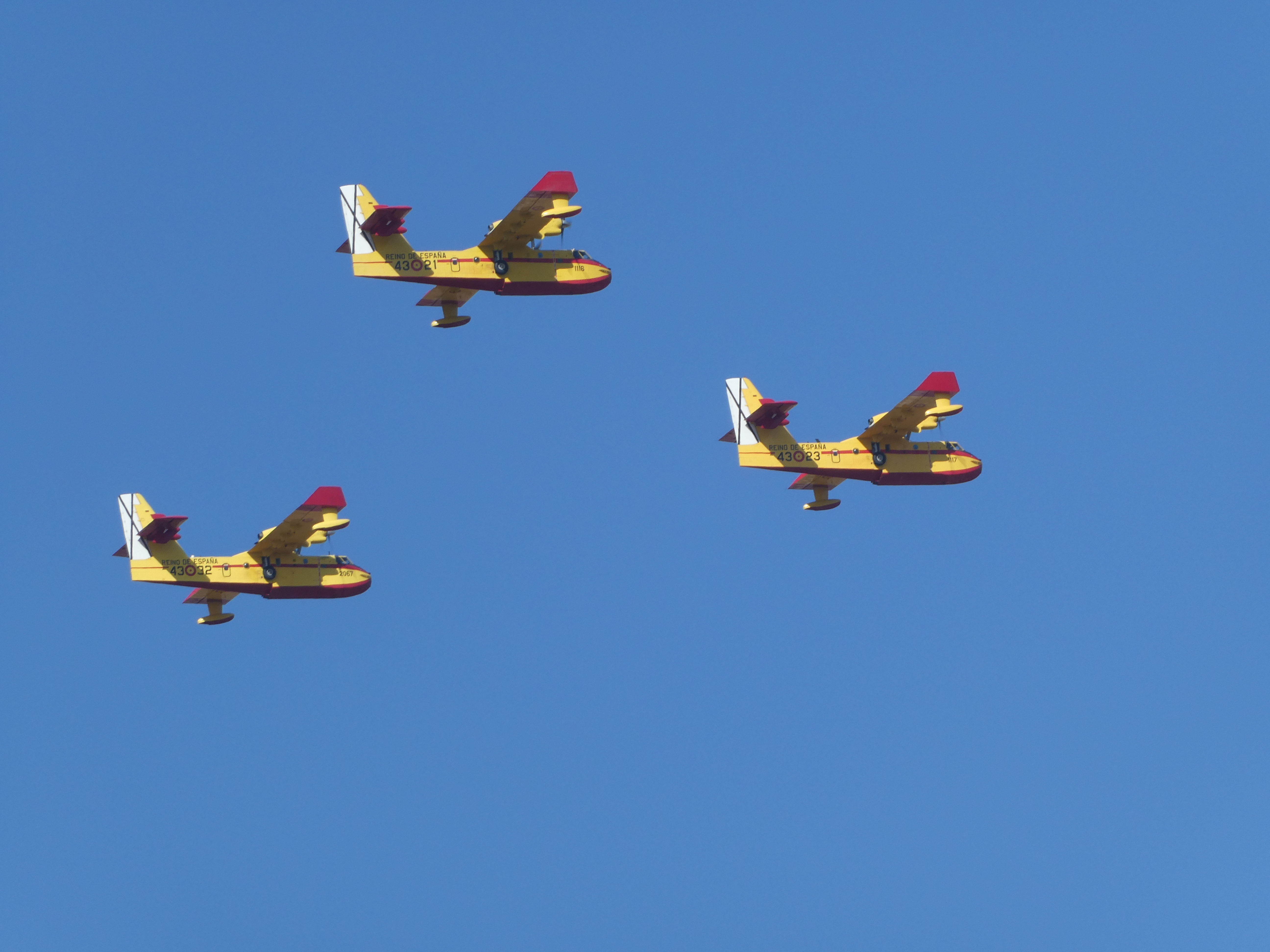
Hidroaviones españoles de extinción de incendios.

Muchas aeronaves civiles modernas tienen una versión hidroavión, normalmente para transportes ligeros a lagos y otras zonas remotas. También han permanecido en servicio para misiones contraincendios y, la mayoría de las veces, son aviones anfibios, con lo que pueden operar tanto en tierra como en el agua. De todos estos, el modelo más conocido para el público es el Canadair CL-215, especializado en la lucha contra incendios forestales en numerosos países, operado por organismos civiles o militares.
Los hidroaviones solo pueden despegar y amerizar cuando no hay olas o estas son muy pequeñas y, como a cualquier otra aeronave, el mal tiempo les impone limitaciones. El tamaño de las olas con las que un modelo determinado puede amerizar depende del tamaño del avión y de sus características. Los hidroaviones de flotadores tienen más limitaciones que los de casco, que son en general más estables en el agua que los primeros.
Las organizaciones de salvamento marítimo suelen emplear hidroaviones, ya que así la misma aeronave puede hacer la búsqueda y el salvamento. En consumo de combustible, los hidroaviones son más eficientes que los helicópteros, y además, si la meteorología de ese momento y las condiciones del agua lo permiten, pueden amerizar si se quedan sin combustible o surge una emergencia a bordo. Sin embargo, la polivalencia y flexibilidad del helicóptero ha supuesto que este tome el papel de búsqueda y rescate (SAR). Sirva como ejemplo el caso de Japón, donde el modelo Shin Meiwa US-1 fue sustituido por helicópteros, al igual que el Servicio de Guardacostas en EE. UU. desde hace años. Sin embargo, Japón mantiene tanto helicópteros como un nuevo modelo de avión anfibio, el ShinMaywa US-2.
Se emplean en áreas remotas, como Alaska y Canadá, especialmente en donde hay muchos lagos o estuarios que permiten el despegue y amerizaje de modo fácil sin tener que habilitar pistas. Operan como vuelos chárter y como servicios regulares.

## Historia
El 28 de marzo de 1910, el francés Henri Fabre voló por primera vez un hidroavión al que bautizó Le Canard (en francés, el pato). Despegó desde la laguna de Berre en Martigues, Francia.
Glenn Hammond Curtiss, de Hammondsport (Nueva York), consiguió en enero de 1911 ser el primer americano en desarrollar y volar un hidroavión. 

### Uso militar

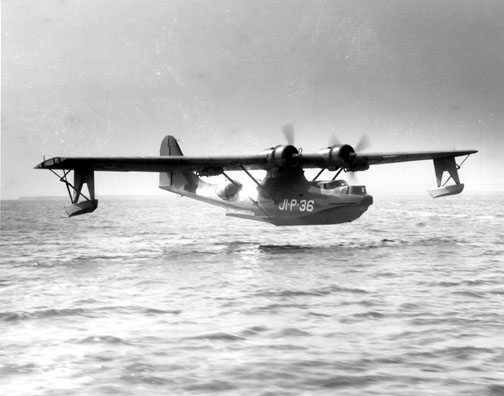
El Consolidated PBY Catalina, el hidroavión más producido de la historia, fue ampliamente utilizado durante la Segunda Guerra Mundial.

Durante la Primera y Segunda Guerras Mundiales, las Marinas de guerra utilizaron hidroaviones para reconocimiento y lucha antisubmarina. Muchos acorazados y cruceros llevaban una o dos catapultas para lanzar hidroaviones de reconocimiento o con los que seguir blancos fuera de su horizonte, sobre los que podían disparar gracias al alcance de sus cañones. 
En la Segunda Guerra Mundial, el uso de hidroaviones se hizo más extensivo, sobre todo para labores de reconocimiento, rescate y ataque. Fue Japón quien le dio más uso a los hidroaviones tanto en reconocimiento como para labores de ataque, como es el caso de los Seiran. 
Japón llegó a construir submarinos I-400 (Sentoku) para transportar hidroaviones que pudieran atacar las esclusas del Canal de Panamá. Uno de los hidroaviones japoneses más grandes construidos en esa fecha fue el "Emily", que fue destinado para misiones de largo alcance (7500 km). Asimismo la Armada Imperial Japonesa dotó a la mayoría de sus unidades con diferentes tipos de hidroaviones con fines de reconocimiento y ataque. Un ejemplo de ello fue la conversión de uno de los cruceros pesados, el Mogami. Incluso se llegaron a transformar acorazados para transportar hidroaviones, como es el caso de la clase Ise.
En la Batalla de Midway, uno de los hidroaviones del almirante nipón Chuichi Nagumo falló en el reconocimiento temprano del enemigo, lo cual influyó notablemente en el desenlace de la batalla y la balanza favoreció a los EE. UU.
Una de las causas a las que se achaca el hundimiento del acorazado Bismarck es que a su hidroavión Arado Ar 196 no le fue posible derribar el "Consolidated PBY" (Catalina) británico de reconocimiento que iba siguiendo la ruta del acorazado alemán, si bien su derribo no habría cambiado el curso de los acontecimientos. 
Durante la Segunda Guerra Mundial, hidroaviones británicos y estadounidenses jugaron un importante papel en la Batalla del Atlántico dando apoyo a los convoyes y en la patrulla marítima antisubmarina. Mediante el empleo del radar y de luces de búsqueda, los hidroaviones apoyados por su largo alcance dieron caza a los submarinos alemanes patrullando día y noche. En estas misiones hubo frecuentes enfrentamientos con cazas alemanes y, a partir de 1943, con los submarinos fuertemente dotados de artillería antiaérea. 

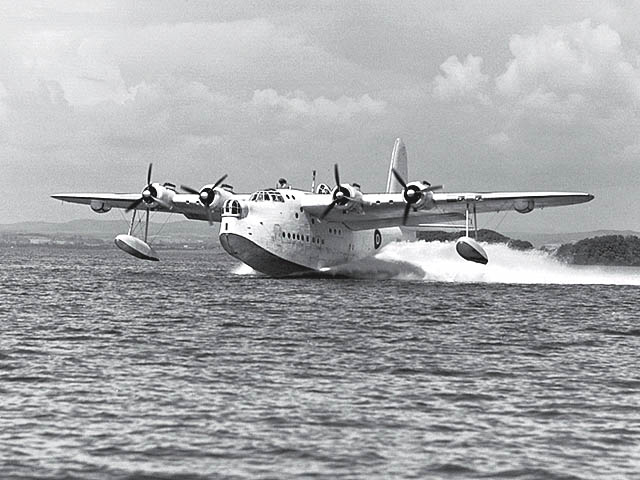
Short Sunderland.

El 3 de abril de 1940, un hidroavión Sunderland aliado patrullando frente a Noruega fue atacado por seis Junkers Ju-88 alemanes, derribando a uno, dañando a otro que se vio obligado a un aterrizaje forzoso y haciendo retirarse al resto. 
Ocho cazas de largo alcance Ju-88C atacaron a un Sunderland Mark III australiano que patrullaba el golfo de Vizcaya el 2 de junio de 1943, con el mismo resultado. Debido a acciones como esta, los alemanes apodaron al Shorts Sunderland "Fliegende Stachelschweine" (puercoespín volante).
También en el Pacífico y el Mediterráneo, los hidroaviones de todos los países implicados realizaron misiones antisubmarinas, de ataque a convoyes, patrulla, rescate de aviadores, transporte, Etc. 
En 1948 los hidroaviones de la Royal Air Force (RAF), volaron misiones de transporte a Berlín, aterrizando en el río Havel. Gracias a su tratamiento anticorrosivo podían transportar cargamentos de sal sin sufrir daños en su estructura.
A principios del siglo XXI, los hidroaviones militares son considerados obsoletos salvo para extinción de incendios forestales. Los portahidroaviones, como el HMS Engadine, dejaron de usarse a partir de 1950 al decaer el empleo de hidroaviones por la aparición de los primeros helicópteros antisubmarinos basados en buques. Los aviones antisubmarinos con base en tierra y portaaviones sustituyeron al hidroavión para patrullas marítimas.
Los hidroaviones volaron misiones de patrulla en Corea, la guerra de guerrillas en Malasia. Y en Vietnam, los Martin SP-5B Marlin de la Armada de los Estados Unidos patrullaban para evitar el tráfico de armas del Vietcong.
Uno de los últimos modelos en servicio en una fuerza militar fue el modelo "Shin Meiwa US-1", retirado en 2000, tras haber salvado más de 500 vidas en sus 25 años de servicio. En 1995, ShinMaywa planeó el modelo que debía reemplazar al US-1A, llamado "US-1A kai" (US-1A mejorado). Las pruebas empezaron en diciembre de 2003. Se espera que la Marina de Japón (JMSDF) compre hasta 14 modelos cuando haya fondos disponibles, lo cual supondría que el avión entraría en servicio en 2007-8 como "US-2".
La desaparecida URSS también realizó modelos de hidroavión, aunque en números pequeños, destacando algunos modelos de Beriev con motores a reacción.
Recientemente Irán ha anunciado que probó con éxito un hidroavión ultramoderno durante unas maniobras militares que desarrolla en el mar de Omán y el golfo Pérsico. El modelo era un pequeño aparato con un solo piloto, provisto de alas delta, que se desplazaba a muy poca altitud por encima del mar.

### Uso civil
En el campo civil, el hidroavión se ha utilizado siempre para transporte. Los hidroaviones presentaban hasta los años 40 del siglo XX bastantes ventajas frente a los aviones basados en tierra, que les permitieron imponerse en las rutas de largo alcance, pues "un hidroavión lleva su propio aeropuerto en la panza".
En los años 30 del siglo pasado, Pan American Airways comenzó su servicio aéreo internacional usando los "barcos voladores" a los que llamó "Clipper". El más famoso de ellos fue el Boeing 314 "Clipper", el mayor hidroavión comercial jamás construido. Solo se fabricaron 12 ejemplares del Boeing 314, de los cuales ninguno ha sobrevivido hasta nuestros días. Un Boeing 314 realizó el primer vuelo comercial alrededor del mundo. El Clipper se diseñó para llevar 40 pasajeros y 2250 kg de carga a través del Atlántico. El número podía elevarse a 74 en viajes más cortos, y en los vuelos con literas se reducía a 34 pasajeros. Incluso se podía elegir, si se contaba con el suficiente dinero, la “suite nupcial”. Pan American puso a trabajar sus Clipper en la ruta del Pacífico, hasta Hawái, Hong Kong, Singapur y Nueva Zelanda. El Martin M-130 "China Clipper" inauguró el servicio de Pan American a Manila el 22 de noviembre de 1935. En la ruta del Atlántico, los vuelos llegaban hasta Lisboa, Marsella, Foynes y Southampton, y en los trayectos meridionales hasta las Bermudas, el Brasil y África occidental. 
Los avances en el diseño de aviones terrestres y la gran cantidad de pistas de aterrizaje construidas durante la Segunda Guerra Mundial dejaron totalmente obsoleto el negocio de operar desde el agua. Las grandes aerolíneas confiaban más en los aviones basados en tierra de novísimo diseño, y las compañías pequeñas se beneficiaban de los excedentes de aviones de la guerra, que constituían una apetecible oportunidad para bajar sus costos. El 9 de abril de 1946 llegó a San Francisco, procedente de Honolulu, el último vuelo Clipper de Pan American: amerizó cuatro horas después que el nuevo Constellation de la Lokheed, que había partido casi al mismo tiempo.
Uno de los empeños más conocidos de Howard Hughes fue el "H-4 Hercules", apodado "Flying Lumberyard" (almacén de madera volador) y también "Spruce Goose" (ganso de abeto), ya que su estructura estaba hecha en su mayor parte de madera de abeto. Era un hidroavión de enormes proporciones, 97 m de envergadura y 66 m de longitud, construido justo antes del final de la Segunda Guerra Mundial. Voló solo una vez con Hughes en los mandos, en 1947. Había sido encargado por el gobierno de los EE. UU. para utilizarlo en la guerra, pero no fue terminado a tiempo.
Al otro lado del Atlántico, en Gran Bretaña se realizó un proyecto parecido, el Princess, prácticamente un trasatlántico con alas construido con todo el lujo y confort necesario para cargar 220 pasajeros, cifra solo superada un cuarto de siglo después por el "Boeing 747". Este proyecto fue abandonado en 1952.
En la desaparecida URSS se realizaron en los años 60 del siglo pasado prototipos de ekranoplanos, un pariente del hidroavión, con fines más militares que civiles.